# 100 Women (BBC)
100 Women (lit. ‘100 Dones’) és una sèrie multiformat de la BBC que va començar el 2013. La sèrie examina el rol de la dona al segle xxi i ha celebrat esdeveniments a Londres i Mèxic. Després que es publiqués la llista, es van començar tres setmanes de "temporada BBC de dones", que va incloure programes, reportatges en línia, debats i periodisme centrat en el tema de les dones.

## Història
Després del cas de la violació en grup a Delhi de 2012, les treballadores de la BBC Liliane Landor i Fiona Crack i altres periodistes es van inspirar per a crear una sèrie centrada en els problemes i els èxits de les dones a la societat actual. Pensaven que els problemes que afecten les dones no rebien prou atenció mediàtica i el març de 2013 la BBC va rebre una "allau de comentaris de públic femení" per demanar que la corporació donés "més contingut de i per a dones".
La BBC va estrenar la sèrie el 2013 per mitigar la infrarepresentació de la dona als mitjans. Les dones que van participar en el primer programa van ser elegides a través d'una enquesta en 26 països diferents. Es va programar durant un mes, culminant amb una conferència el 25 d'octubre, on van participar 100 dones de tot el món discutint sobre temes i problemes comuns. Es van debatre un ampli espectre de temes, cobrint reptes laborals, feminisme, maternitat o religió, tot examinant tant els canvis socials com culturals que les dones han superat durant les seves vides.
Des de llavors, la sèrie ha tractat força temes, incloent-hi l'educació, salut, igualtat salarial, mutilació genital, violència domèstica i abús sexual; pretén proveir les dones d'una plataforma de discussió per a millorar el món i eliminar el sexisme. En aquesta llista s'inclouen tant dones conegudes com dones desconegudes pel gran públic.